# Литовське національне пробудження
Литовське національне пробудження, або ж Литовське національне відродження (лит. Lietuvių tautinis atgimimas) — доба в історії Литви у ХІХ столітті, коли над більшістю заселених литовцями земель панувала Російська імперія (російська частина поділів Речі Посполитої). Це виражалося у зростанні самовизначення литовців, що привело до формування сучасної литовської нації і завершилося відтворенням незалежної Литовської держави. Найактивнішими учасниками національного відродження були Вінцас Кудірка, Йонас Басанавічюс та ін. Доба багато в чому відповідала сплеску романтичного націоналізму та інших національних відроджень Європи ХІХ сторіччя.
Відродженню передував короткий період на початку ХІХ ст., відомий як «Жемайтійське відродження», одними з провідників якого були студенти Віленського університету Сімонас Даукантас і Сімонас Станевічюс. Найпізніше литовське національне відродження можна віднести до подій кінця ХХ ст., відомих як Співоча революція.

## Статус литовської мови

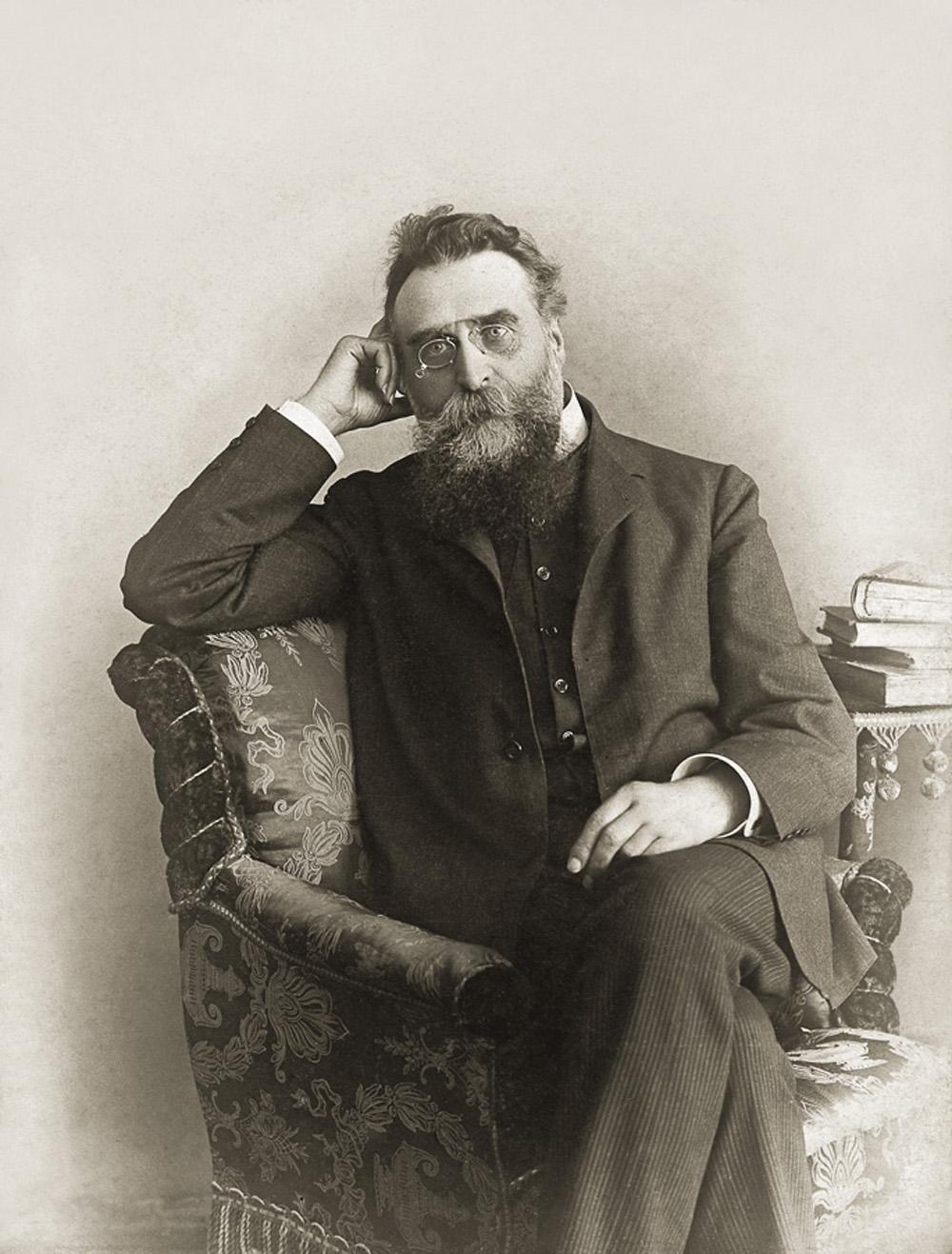
Один із провідників відродження Йонас Басанавічюс

Через тривалий період спільної польсько-литовської державності і підданства, а також російської імперської політики русифікації, чимало литовських дворян у ХІХ ст. полонізувалися, а литовську мову зазвичай вживали тільки бідняки і середній клас; при цьому останні були схильні використовувати польську мову як символ статусу в разі просування по соціальних щаблях. Загалом литовська  була розмовною мовою і не вважалася досить престижною, щоб користуватися нею на письмі; однак вона збереглася серед деяких представників дрібної знаті, особливо в області Жемайтія. Мова ще не була стандартизованою; її граматика суттєво відрізнялася залежно від області: Аукштота мала свою усталену діалектну норму, Жемайтія — свою, не кажучи про різні говори. Були навіть думки, що литовська мова вимре, позаяк східні території розселення литовців, що у межах сучасної Литви і північно-західної Білорусі ставали дедалі більш ослов'яненими, і велика частка населення у своєму повсякденному житті вживала польську або білоруську. На початку ХІХ ст. використання литовської мови значною мірою обмежувалося литовською сільською місцевістю; єдиним краєм, де литовська вважалася писемною мовою була Мала Литва, що перебувала під німецьким управлінням, входячи до Східної Пруссії. Хоча й там приплив емігрантів із Німеччини ставив під загрозу місцеву литовську мову і культуру.  
До її подальшого відродження спричинилися декілька факторів: мова привернула увагу вчених із нововиниклої галузі порівняльного мовознавства; після скасування кріпосного права в Російській імперії в 1861 році збільшилася соціальна мобільність, і з лав сільського населення виникла  литовська інтелігенція; мова в Литві почала асоціюватися із самобутністю, як і в інших місцях по всій Європі. У католицькій церкві ослабилися бар'єри, які раніше перешкоджали простолюдинам прийняти священицький сан. Між освіченим духовенством, яке все частіше походило з етнічних литовців, та їхніми парафіянами склалися тісніші відносини, включаючи і сприйняття бажання останніх використовувати литовську мову. Національний рух, що зароджувався,  прагнув дистанціюватися як від польських, так і російських впливів, а вживання литовської мови розглядалося як важливий аспект цього руху.

## Розвиток національних ідей

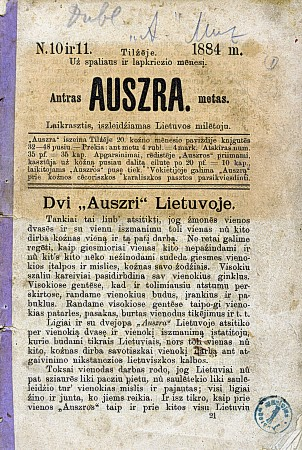
«Аушра» на своїх шпальтах сформулювала ідеї націоналізму

Розвиток литовської національної культури і національної ідентичності продовжувала утруднювати заборона литовського друку — один із репресивних заходів, вжитих після повстання 1863 року. Це повстання також принесло остаточну відмову від кріпацтва. 
Відродження почалося в середовищі молодих освічених людей литовського походження, які здобули вищу освіту в університетах Російської імперії та іноземних держав. Багато з них були синами заможних землеробів і, таким чином, як вихідці із селянства постраждали від полонізації найменше. Рух зумовив випуск литовських газет «Аушра і «Варпас», а потім і видання віршів та книжок литовською мовою. Ці публікації романтизували минуле часів Великого князівства Литовського, змальовуючи країну як велику колись державу з багатьма героями. 
Відродження поклало початок руху за незалежність, у рамках якого різні організації протистояли зросійщенню і впливу Росії. У відповідь на це російська політика стала суворішою, були відомі випадки нападів на католицькі церкви; тим часом, заборона на литовський друк тривала. Проте навіть із забороною друку письменність литовців продовжувала істотно зростати і була однією з найвищих серед народів Російської імперії, поступаючись лише  фінам, естонцям і латишам. Політична литовська нація сформувалася вже до кінця ХІХ ст. На Великому вільнюському сеймі було висловлено політичні вимоги, а політична і культурна діяльність лише зростала після того, як 1904 року було остаточно знято заборону друку.